# Ґрунтозачіп

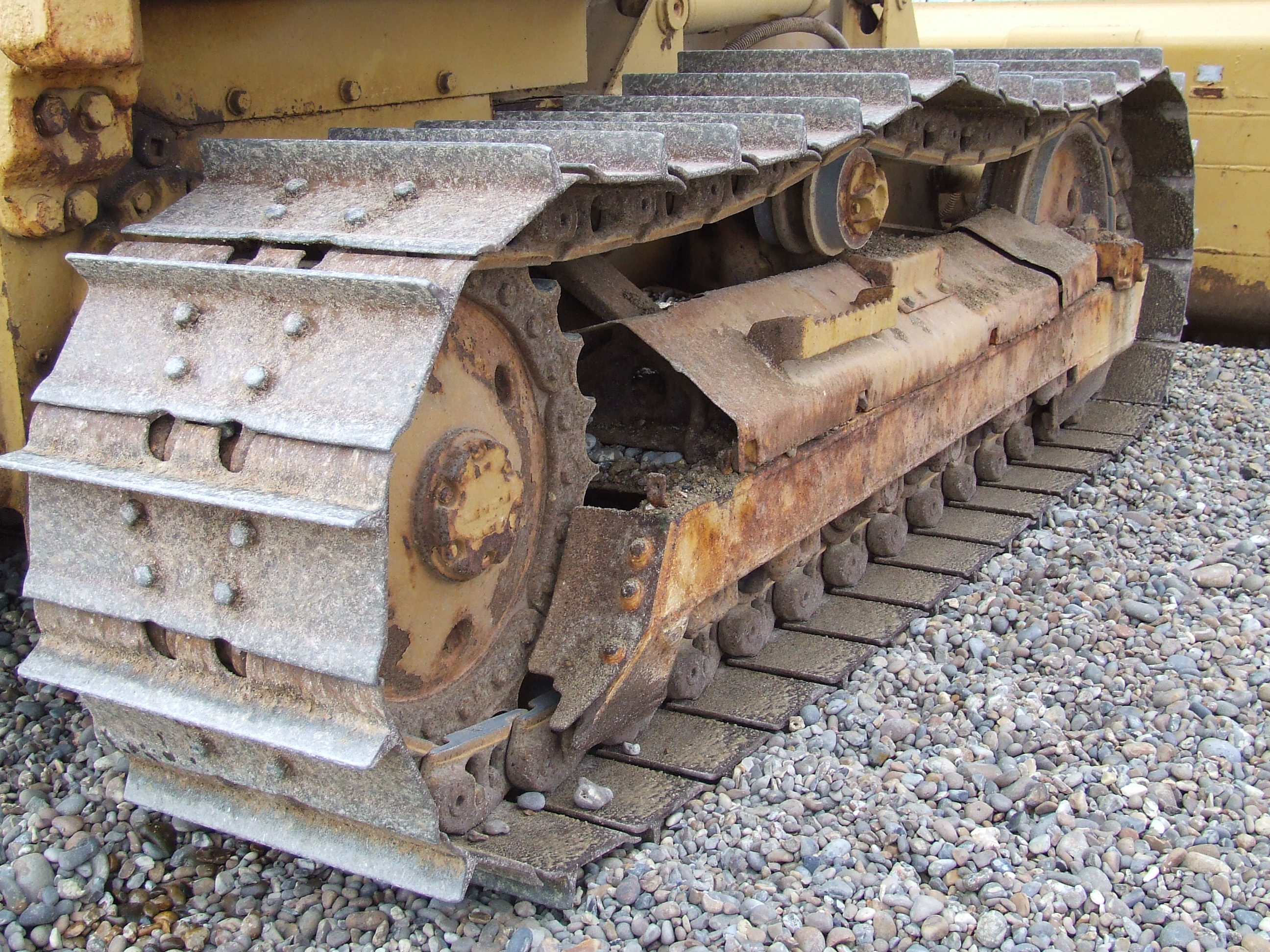
Ґрунтозачепи на гусениці бульдозера.

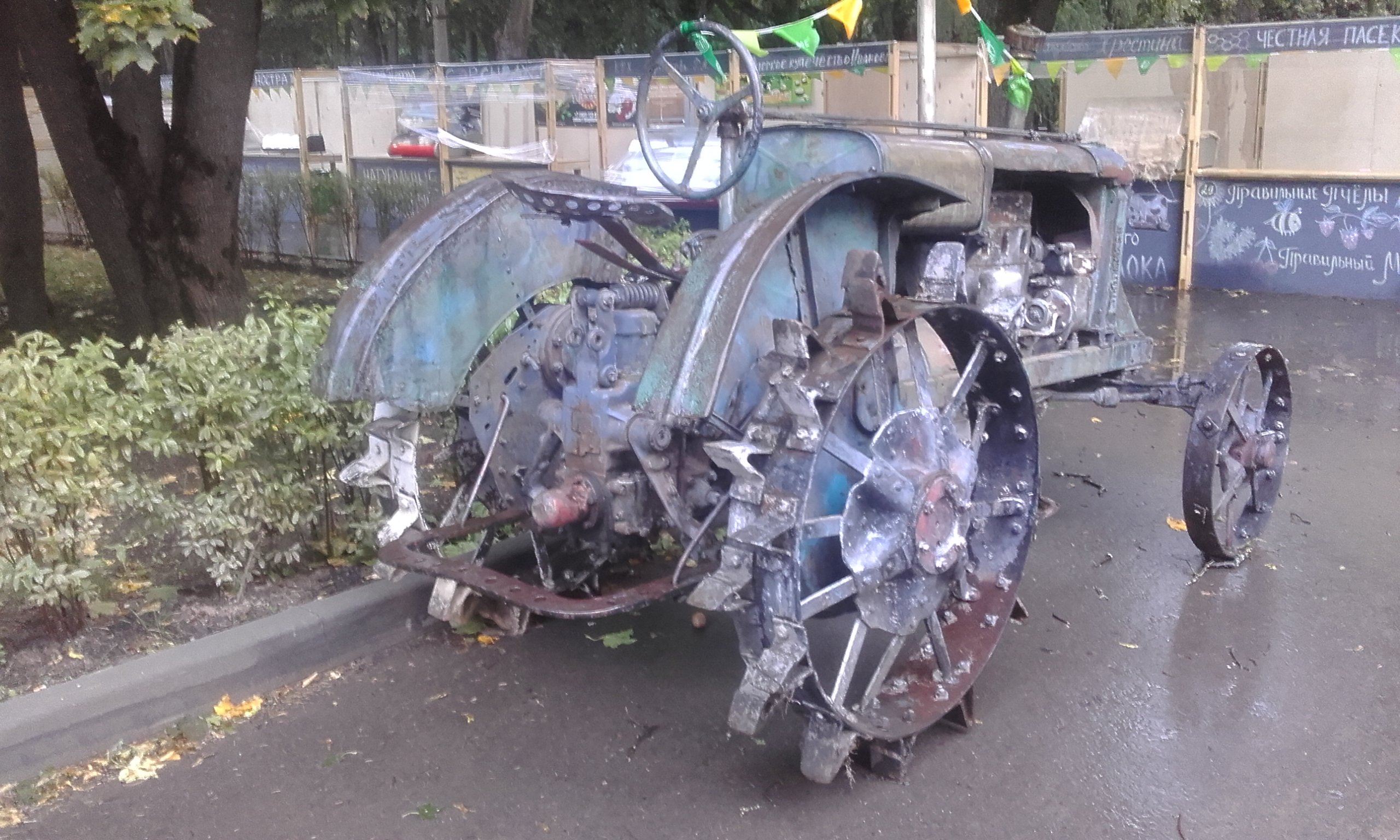
Ґрунтозачепи на колесах трактора «Універсал».

Ґрунтоза́чепи — пристрої, призначені для збільшення сили зчеплення на гусеницях і колесах, зокрема на пухких поверхнях (ґрунті й снігу). Вони посилюють взаємодію з поверхнею виступами, схожими з рельєфом протектора автомобільних шин і аналогічними «шипівкам» спортсменів. На танках та іншій гусеничній бронетехніці ґрунтозачепи зазвичай мають вигляд виступів на траках, але також можуть використовуватися у вигляді пластин чи поперечин.
З'явилися під час Першої Світової війни: виступи на зовнішній крайці траків бронетехніки збільшували ширину гусеничної стрічки для кращої роботи рушія на снігу чи розгрузлій дорозі. На одному траку розташовується від 1 до 3 ґрунтозачепів.
Ґрунтозачепи використовуються на бульдозерах, навантажувачах, екскаваторах. Вони можуть виготовлятися як монолітними з траками, так і кріпитися до них болтами: в останньому разі можлива заміна зношених ґрунтозачепів. Зазвичай прямі, вони можуть мати і складніші форми, включати в себе шипи й евольвентні криві — залежно від типу ґрунтів і вимог до роботи машин. Виготовляються переважно з металу, наприклад, кованої сталі, і не призначені для їзди по дорогах з покриттям. Якщо виникає потреба в транспортуванні важкої техніки своїм ходом по таких дорогах, для тимчасового закриття ґрунтозачепів використовуються дорожні стрічки.
Ґрунтозачепи використовувалися і на апаратах для пересування по дну океану, по поверхнях Місяця і Марса (на місяцеходах, марсоходах). Снігоходи також використовують гусениці з поперечними планками, але на перегонових снігоходах з міркувань безпеки вони заборонені, тому замість них застосовуються гумові гусениці.

## Механіка ґрунтів
Принцип дії ґрунтозачепа полягає в захопленні ґрунту навпроти контактної площі гусениці. Опір ґрунту на зсув створює силу зчеплення. Сумарне тягове зусилля чи опір ґрунту рушієві можна обчислити за формулою:
{\displaystyle H=blc\left(1+{\frac {2h}{b}}\right)+W\tan \phi \left(1+0.64\left[\left({\frac {h}{b}}\right)\cot ^{-1}\left({\frac {h}{b}}\right)\right]\right)}
де:
{\displaystyle H=} опір ґрунту
{\displaystyle b=} ширина гусеничної стрічки
{\displaystyle l=} довжина контактної поверхні
{\displaystyle c=} коефіцієнт когезії (властивість ґрунту)
{\displaystyle h=} висота ґрунтозачепа
{\displaystyle W=} загальна маса транспортного засобу
{\displaystyle \phi \ }{\displaystyle =} кут природного укосу (властивість ґрунту)